# 주황
주황(朱黃, 문화어: 불색) 또는 오렌지색(Orange)은 색 중 하나이다. 이 색은 빨강과 노랑의 중간색이며, 585 ~ 620nm 정도의 파장을 가진다.

## 색상
RGB 가산혼합에서 주황은 (255, 127, 0)의 좌표를 갖는다. 즉, RED 채널과 GREEN 채널의 혼색으로 표기된다. 색상환에서 주황은 빨강과 노랑의 중간에 위치한다.

## 이름
주황은 붉은색과 노란색을 혼합한 색이라는 뜻이다. 이 색의 영어 이름 오렌지(orange)는 말 그대로 오렌지 열매를 가리킨다. 일본에서는 영어 이름 그대로 오렌지색이라고 부르며 중국에서는 오렌지를 뜻하는 등색(橙色)으로 표기한다.
영어를 사용하는 나라에서 Orange가 알려지기 전에 '주황색'은 yellow-red라고 사용되고 있었다.

## 문화

### 상징
- 국기 : 인도, 아일랜드, 아르메니아 등 총 7개국이 국기에 주황을 사용하고 있다. 그밖에 과거에 사용되었던 남아프리카 공화국의 국기에도 주황색이 들어가 있었다.
- 국가 : 네덜란드의 상징 색은 주황색이다. 네덜란드 축구 국가대표팀을 오렌지 군단으로 부르는 것은 이 때문이다.
- 신문 : 1995년 9월부터 대한민국 중앙일보사의 상징색으로 사용되고 있다.
- 가수 : 대한민국 남성 6인조 그룹 신화의  상징색으로 사용되고 있다.

### 교통
- 수도권 전철 3호선, 인천 도시철도 2호선, 의정부 경전철, 부산 도시철도 1호선, 인천국제공항철도(직통열차)의 고유색이다. 현재 3호선의 열차 중 서울메트로 3000호대 초퍼제어 전동차를 제외한 모든 전동차에 주황색 띠가 열차 외부에 그려져 있다. 과거에 수도권 전철 4호선 및 분당선에서 운행중인 한국철도공사 341000호대 전동차, 한국철도공사 351000호대 전동차에서도 사용하였었다.
- 과거에 대한민국 코레일 무궁화호의 고유색이었다. (현재는 빨강으로 변경)[1]
- 일본의 도카이도 선, 우쓰노미야 선, 이쓰카이치 선, 무사시노 선, 다카사키 선, 오메 선, 도카이도 본선, 이토 선, 주오 쾌속선, 도쿄 지하철 긴자 선의 대표 색상이다.
- 일본에서는 주황색을 노선색으로 사용하는 철도의 전동차에 주황색을 사용한다.
- 도카이 여객철도(이하 JR 도카이)의 대표 색상인 'JR 오렌지'이다.
- 부산광역시의 좌석버스 도색이 이 색상을 사용하며, 2017년부터 부산광역시의 급행버스 도색이 빨간색에서 주황색으로 바뀌었다.

### 정치
- 과거 민중당의 상징색은 주황색이었다.
- 우크라이나의 2004년 민주화 운동은 흔히 오렌지 혁명이라 불린다.

### 야구
- KBO 리그 한화 이글스의 상징색이자 과거 원정 유니폼 상의 색상이었다. 현재는 주말 홈 유니폼 색상이다.

### 축구
- 대한민국 K리그의 제주SK FC의 홈 유니폼 색상이다.
- 터키 쉬페르리그 갈라타라사라이의 홈 유니폼 (빨간색과 절반을 조합) 색상이다.
- 네덜란드, 코트디부아르는 오렌지 군단이라 불린다.

### 농구
- 한국 프로 농구 인천 전자랜드 엘리펀츠의 고유색이자 홈 유니폼의 색상이다.

### 화폐
- 대한민국에서는 5000원권의 기조 색상으로 사용된다.

## 컴퓨터
RGB : 255,166,26
HSB : 37,90,98
LAB : 75,25,75
CMYK : 0,40,100,0
1. : FAA61A

## 주황 계열의 색상
| 색 이름 | 색상 |
| ------- | ---- |
| 주황    |      |
| 귤색    |      |
| 당근색  |      |

## 국기

인도
스리랑카
부탄
아르메니아
아일랜드
코트디부아르
니제르
잠비아
마셜 제도

## 같이 보기
- 등색